# ぐりーんうぉーく多摩

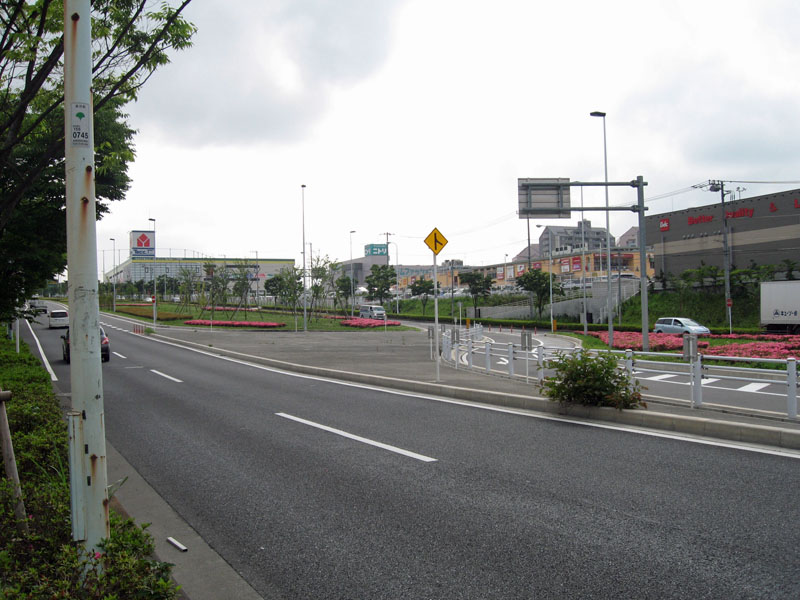
尾根幹線道路から見た当施設

ぐりーんうぉーく多摩（ぐりーんうぉーくたま）は、東京都八王子市別所に所在するショッピングセンター。多摩ニュータウン内の尾根幹線道路沿いに立地する。

## 概要
2007年4月18日開業。オープン初日は約5万人が来場した。敷地面積は約8万6,500m2で、多摩ニュータウンの大型商業地区である。コーナン、ヤマダ電機、ユニクロ、ニトリなどの単独店のほか、ファッション棟、レストラン棟で構成される。
ニュータウン開発に伴い周辺人口が増加する中で、住宅以外の用途に確保されていた広大な空き地に建設された。それまで多摩ニュータウンでは、多摩センター駅や南大沢駅といった駅前だけに商業施設が集積していたため、駅から離れたロードサイドにショッピングセンターがが出現したことによる経済効果は大きかった。駐車場を無料にするなど中距離利用客にも配慮している。
なお、当施設の建設前には敷地のほぼ中央を八王子市と多摩市の市境が分断していたが、建設に先立って敷地の全域が八王子市に組み入れられた。
黄色い小鳥のオリジナルキャラクターを設定していたが、開業3周年を記念して名前を公募し、2011年1月に「ぐりっぴ」と命名された。

## 店舗
店舗の詳細は、公式サイト「ショップガイド」を参照。
単独店
- コーナン（ホームセンター。当施設を運営）
- ヤマダ電機
- ニトリ
- アルペン（「スポーツデポ」及び「GOLF5」での出店）
- ユニクロ（カジュアル衣料）
- Right-on（カジュアル衣料）
- ベルク（スーパーマーケット）

コーナン棟
- ファッションセンターしまむら
- Avail
- birthday
- 西松屋

ファッション棟
- コナカ（紳士服）
- Honeys
- ABC MART（靴）
- ザ・ダイソー（100円雑貨）
- 買取専隊カウンジャー（自動車販売・買取）

レストラン棟
- ミスタードーナツ
- あきんどスシロー（回転寿司・スシロー）
- サーティワンアイスクリーム
- やっこ凧
- 三ツ矢堂製麺
- 武蔵野餃子房
- マクドナルド
- サブウェイ
- マリオンクレープ
- ハーフバックス/アネックス・プラス
- ぐりーんうぉーく歯科
- 多摩信用金庫（たましん）（ATMコーナー）
- ぐりーんうぉーく多摩チャンスセンター（宝くじ販売所）

## 交通アクセス
- 京王相模原線京王堀之内駅より、京王バス見附橋循環（堀01・堀02）「見附ヶ丘」又は「別所小学校」下車徒歩3分
- 小田急多摩線唐木田駅より、多摩市ミニバス東西線左循環「唐木田二丁目」下車徒歩6分